# Senoculus nigropurpureus
Senoculus nigropurpureus är en spindelart som beskrevs av Cândido Firmino de Mello-Leitão 1927. 
Senoculus nigropurpureus ingår i släktet Senoculus och familjen Senoculidae. Artens utbredningsområde är Paraguay. Inga underarter finns listade i Catalogue of Life.